# Derek Bermel
Derek Bermel (New York, 1967) è un compositore, clarinettista e direttore d'orchestra statunitense. La sua musica mescola varie sfaccettature di world music, funk e jazz con esibizioni in gran parte classiche e il suo vocabolario musicale. Ha ricevuto vari premi tra cui un Guggenheim Fellowship e il Rome Prize dell'American Academy in Roma, assegnato agli artisti per un anno di residenza a Roma.

## Biografia
Bermel si guadagnò il suo B.A. alla Università Yale e in seguito studiò all'Università del Michigan, Ann Arbor con William Bolcom e William Albright. Studiò anche con Louis Andriessen ad Amsterdam e Henri Dutilleux a Tanglewood. Successivamente il suo interesse per una vasta gamma di culture musicali lo spinse fino a Gerusalemme per studiare l'etnomusicologia con Andre Hajdu, in Bulgaria per studiare lo stile folk tracio con Nikola Iliev, in Brasile per imparare il caxixi con Julio Góes, e in Ghana per studiare lo xilofono Lobi con Ngmen Baaru.
La produzione di Bermel comprende pezzi per una varietà di esecutori diversi, comprese le canzoni soliste, i pezzi per gruppi da camera grandi e piccoli e quattordici opere orchestrali. Sebbene le formazioni per cui scrive siano in gran parte classiche, la sua voce di compositore è stata fortemente influenzata sia dai suoi viaggi che dalla sua educazione all'arte occidentale e alla musica popolare. Il suo lavoro orchestrale A shout, a whisper, and a trace sono un buon esempio di questa interazione, perché mette in evidenza le conoscenze di Bermel dello stile folk tracio e del lavoro del collega etnomusicologo e compositore classico Béla Bartók. Inoltre il pezzo è direttamente coinvolto con l'esperienza di vivere in una cultura non familiare, attingendo alle lettere di Bartók a casa da New York negli ultimi cinque anni della sua vita. Entrò per la prima volta sotto i riflettori nazionali con opere come Natural Selection, una serie di ritratti di animali per baritono e ensemble e Voices, un concerto per clarinetto e orchestra che scrisse per se stesso per esibirsi. Il pezzo è stato presentato in anteprima dalla American Composers Orchestra sotto la direzione del compositore e direttore d'orchestra Tan Dun e da allora è stato eseguito da molti altri gruppi e direttori d'orchestra, tra cui la Los Angeles Philharmonic sotto la direzione del compositore e direttore John Adams.
Altre opere importanti comprendono la sua Migration Series, un brano per jazz band e orchestra che attinge alle impressioni di Jacob Lawrence, l'insieme di 60 dipinti con lo stesso nome che raffigurano il movimento di massa degli afroamericani dal Sud al Nord all'inizio del XX secolo e Soul Garden, un assolo di viola accompagnato da quintetto d'archi che utilizza quarti di tono e diapositive per emulare gli effetti vocali di un cantante gospel. Soul Garden in particolare riflette ciò che Richard Scheinen, critico di jazz per il San Jose Mercury News, ha definito la preoccupazione di Bermel per "la voce umana - o più in generale, il linguaggio e il desiderio di comunicare". Questa preoccupazione artistica è ugualmente evidente in brani più leggeri come Language Instruction, un'opera umoristica per clarinetto, viola, violoncello e pianoforte in cui il clarinetto interpreta il ruolo della voce su un nastro musicale e gli altri tre strumenti il ruolo di studenti con vari gradi di attitudine per il compito che devono svolgere.
Bermel è anche un clarinettista esperto e suona sia il repertorio classico che il rock e il funk, esibendosi con gruppi come il suo TONK. Canta e suona anche su tastiere e caxixi nella rock band Peace by Piece. Ha lanciato ed eseguito numerosi pezzi con grandi orchestre, tra cui il suo concerto Voices e Gnarly Buttons di John Adams con il compositore sul podio.
Oltre al suo lavoro come compositore ed esecutore, Bermel è attivo come insegnante. Ha fondato e servito come direttore del laboratorio musicale Making Score della New York Youth Symphony per giovani compositori. Il laboratorio si riunisce due volte al mese presso l'ASCAP per studiare l'orchestrazione e la composizione. Il gruppo ha ascoltato relatori ospiti come Meredith Monk, Steve Reich e John Corigliano e ha ascoltato brani da gruppi come l'American Composers Orchestra. Più recentemente ha diretto sia giovani compositori che direttori alla Carnegie Hall attraverso il Weill Music Institute. Bermel conduce anche corsi di perfezionamento in università e festival musicali come l'Università del Michigan, l'Università di Chicago, la Yale University, il Peabody Conservatory, Bowdoin, Tanglewood e Aspen.
La musica di Bermel è pubblicata da Peer Music Classical negli Stati Uniti e viene distribuita in Europa, Australia e Nuova Zelanda da Faber Music.
Bermel ha iniziato una residenza di tre anni con l'American Composers Orchestra nell'autunno del 2006 e attualmente fa parte del consiglio dell'ACO. Nel 2009 Bermel ha iniziato il suo incarico di tre anni come compositore in residenza con la Los Angeles Chamber Orchestra ed ha una posizione di artista residente presso l'Institute for Advanced Study di Princeton, nel New Jersey, dove attualmente vive e lavora.

## Lavori

### Camera

#### Grandi gruppi da camera
- Canzonas Americanas (2010)
- Swing Song (2009)
- In Tangle (2005)
- Three Rivers (2001)
- Continental Divide (1996)
- Hot Zone (1995)

#### Piccoli gruppi da camera
- Passing Through (2007), quartetto d'archi
- Twin Trio (2005), flauto, clarinetto, e piano
- Tied Shifts (2004), flauto, clarinetto, violino, violoncello, piano, e percussioni
- Language Instruction (2003), clarinetto, violino, violoncello, e piano
- Catcalls (2003), quintetto di ottoni
- Soul Garden (2000), viola + 2 violini, viola, 2 violoncelli
- Coming Together (1999), clarinetto e violoncello
- God's Trombones (1998), 3 tromboni e percussioni
- Oct Up (1995), doppio quartetto d'archi
- Wanderings (1994), flauto, oboe, clarinetto, corno, e fagotto
- SchiZm (1994), clarinetto/oboe e piano
- quartetto d'archi (1992), quartetto d'archi
- Mulatash Stomp (1991), violino, clarinetto e piano
- Sonata Humana (1991), clarinetto e piano

### Orchestra
- A Shout, A Whisper, and a Trace (2009)
- Elixir (2006)
- Migration Series (2006)
- Slides (2003)
- Tag Rag (2003)
- The Ends (2002)
- Thracian Echoes (2002)
- Dust Dances (1994)

#### Con uno strumento solista o una voce
- Mar de Setembro (2011), mezzosoprano e orchestra da camera
- Ritornello (2011), concerto per chitarra elettrica
- The Good Life (2008), soprano, baritono, coro, e orchestra
- Turning Variations (2006), concerto per piano
- The Sting (2001-2) - (narratore, orchestra)
- Voices (1997), concerto per clarinetto

### Banda sinfonica
- Ides March (2005)

### Coro
- A Child's War (2005)
- Kpanlongo (1993)
- Pete Pete (1993)

### Canzoni

#### Voce solista
- Nature Calls (1999), voce mediana e piano
- Cabaret Songs(1998), soprano e piano
- See How She Moves (1997), solo voce mediana
- Three Songs on Poems by Wendy S. Walters (1993), voce mediana e piano

#### Con un gruppo
- Cabaret Songs (2007), soprano, clarinetto, percussioni, contrabbasso, dobro e chitarra
- Natural Selection (2000), voce bassa e gruppo
- At the End of the World (2000), voce acuta e orchestra
- Old Songs for a New Man (1997), baritono solista e tromba, trombone, piano, percussioni, violino, contrabbasso

### Strumento solista
- Fetch (2004), piano
- Funk Studies (2004), piano
- Kontraphunktus (2004), piano
- Thracian Sketches (2003), clarinet
- Meditation (1997), piano
- Turning (1995), piano
- Two Songs from Nandom (1993), organ
- Theme and Absurdities (1993), clarinet
- Dodecaphunk (1992), piano
- Three Funk Studies (1991), piano